# Martin Nodell

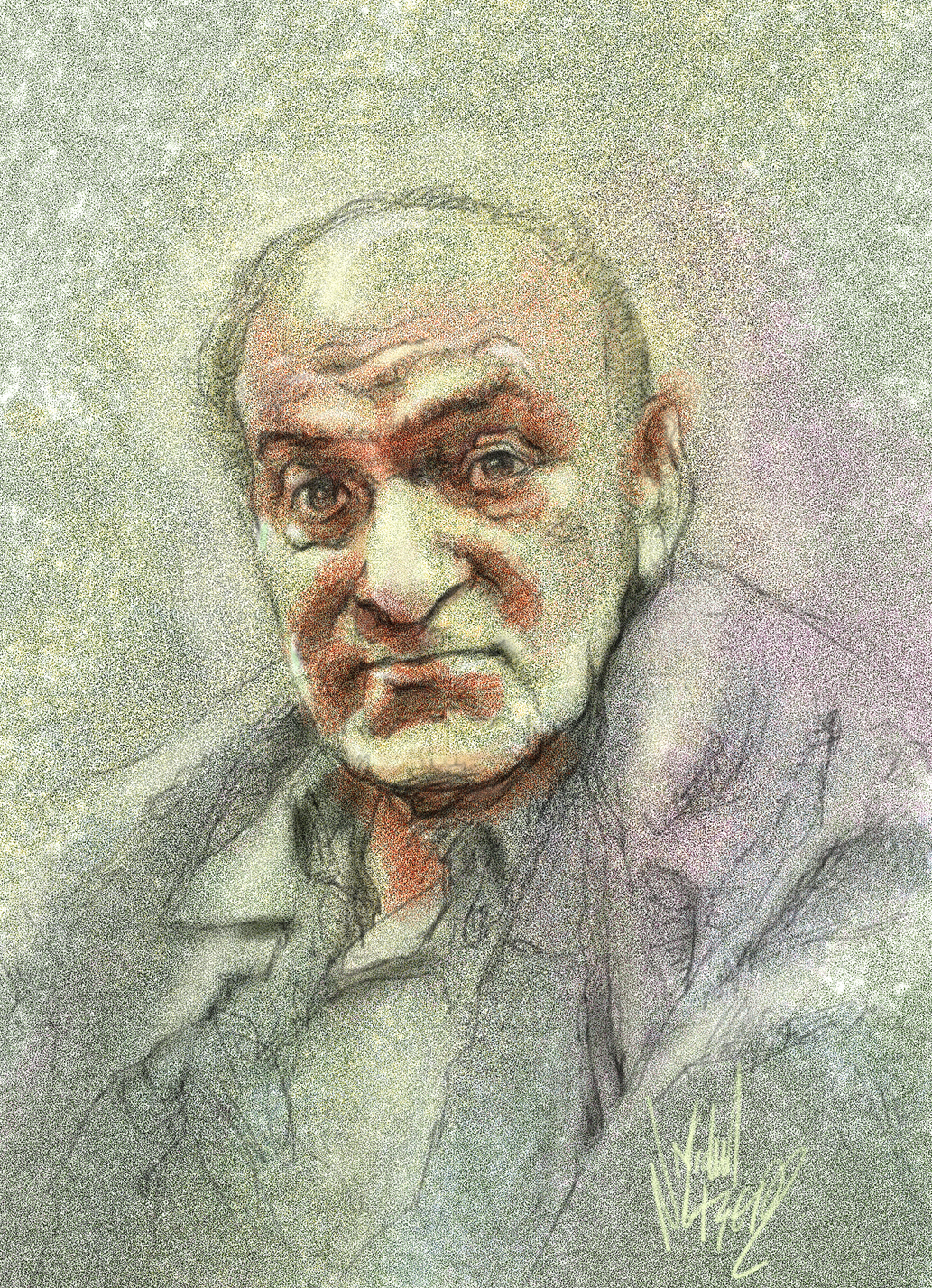
Martin Nodell

Martin Nodell, Pseudonym Mart Dellon (* 15. November 1915 in Philadelphia, Pennsylvania; † 9. Dezember 2006 in Waukesha, Wisconsin) war ein US-amerikanischer Comiczeichner.

## Leben
Nodell wuchs in Philadelphia im US-Bundesstaat Pennsylvania auf. Nach dem Studium am Art Institute of Chicago zog er in den 1930er Jahren nach New York City. Dort vertiefte er seine Ausbildung am Pratt Institute und begann ab 1938 als hauptberuflicher Zeichner zu arbeiten.
Nachdem Nodell zunächst eine Zeit lang als Freiberufler tätig gewesen war, fand er eine feste Anstellung bei dem Verlag All-American Comics. Für All American Comics, einem von drei Verlagen, die später zu DC-Comics fusionieren sollten, schuf Nodell 1940 die Ur-Version des Superhelden-Charakters Green Lantern. Nach eigenen Angaben inspiriert durch Richard Wagners Ring des Nibelungen (Zauberring-Motiv) und den Anblick eines Mitarbeiters der New Yorker Stadtwerke, der eine abwechselnd grün und rot leuchtende Laterne in einem U-Bahn-Schacht umhertrug (Laternen-Motiv und Figurenname), entwickelte Nodell die Handlungsprämisse der bis heute erfolgreichen Science-Fiction-Figur. Auf Veranlassung von Nodells vorgesetzten Redakteuren wurde später der Autor Bill Finger hinzugezogen, der Nodells Ideen verdichtete und in arbeitsfähige Skripte umarbeitete.
Die erste Geschichte um den von Nodell und Finger geschaffenen neuen Charakter erschien schließlich im Juli 1940 in dem Comicheft All-American Comics #16. Danach blieb die Figur Green Lantern bis 1947 ununterbrochen ein festes Feature der Serie. Nodell betreute die Green Lantern-Geschichten in den All-American Comics und in der Serie All Star Comics bis 1941. Danach übernahm er die Aufgabe des Zeichners für die eponyme Serie Green Lantern, in der ausschließlich Geschichten um „seine“ Figur veröffentlicht wurden und die er bis zur Ausgabe #25 vom Mai 1947 zeichnete.
Da er mit seiner Tätigkeit als Comiczeichner damals jedoch aufgrund der gesellschaftlichen Vorbehalte gegenüber dem Medium Comic auch haderte, verbarg Nodell sich zu dieser Zeit hinter dem Pseudonym Mart Dellon.
1947 wechselte Nodell von All-American Comics zu dem Verlag Timely Comics (später: Marvel Comics). Dort zeichnete er in den folgenden Jahren Geschichten für die Serien Captain America (bzw. zwei Ausgaben lang, #74 und #75, unter dem Titel Captain America's Weird Tales), Human Torch und Sub-Mariner.
In den 1950er Jahren begann Nodell als Zeichner für Werbeagenturen zu arbeiten. Für die Firma Leo Burnett schuf er 1965 als Art Director die Figur des „Pillsbury Dougboy“, die jahrzehntelang das Werbemaskottchen eines amerikanischen Mehlherstellers war.
Nachdem Nodell 1976 in den Ruhestand gegangen war, den er in New York City, Palm Beach und Detroit verbrachte, steuerte er noch gelegentlich Comicgeschichten für diverse Serien im Programm von DC-Comics bei. So zeichnete Teile der Hefte Super Friends Special #1 (1981) oder Green Lantern #19 (1991).

## Familie und Privatleben
Seine Frau Carrie († 2004), die Nodell 1941 heiratete, war seit 1940 als Comic-Letterer tätig; noch in hohem Alter reisten beide gemeinsam zu Comic Conventions. Aus der Ehe gingen zwei Söhne hervor, Spencer Nodell und Mitchell Nodell, die Nodell sechs Enkel und drei Ur-Enkel bescherten.